# (376) Geometría
(376) Geometría es un asteroide perteneciente al cinturón de asteroides descubierto el 18 de septiembre de 1893 por Auguste Honoré Charlois desde el observatorio de Niza, Francia.
Geometria se designó al principio como 1893 AM.
Está nombrado por la palabra latina de mismo significado en español.

## Características orbitales
Geometría está situado a una distancia media de 2,288 ua del Sol, pudiendo alejarse hasta 2,683 ua. Tiene una excentricidad de 0,1725 y una inclinación orbital de 5,435°. Emplea 1264 días en completar una órbita alrededor del Sol.